# Discoverer 14
Il Discoverer 14 (conosciuto anche come KH-1 9009) era un satellite spia lanciato nell'ambito del programma Corona organizzato dal DARPA e dall'United States Air Force. Pesava 850 kg e fu lanciato il 18 agosto 1960 dalla Vandenberg Air Force Base con un razzo Thor-Delta. A differenza dei precedenti satelliti della serie, il Discoverer 14 aveva a bordo un sistema fotografico. La capsula di rientro con la pellicola fotografica fu recuperata il 19 agosto 1960 da un aereo militare C-119.
Il Discoverer 14 fu la prima missione riuscita di un satellite spia, con il recupero di una pellicola con immagini riprese con successo da un satellite orbitante. Fu anche il primo recupero aereo di un oggetto di ritorno dall'orbita intorno alla Terra.

## Riferimenti
- NASA-Discoverer 14, su nssdc.gsfc.nasa.gov.